# 那須政高
那須 政高（なすまさたか、生没年不詳）は、鎌倉時代の武士。別名、中新井政高。
那須与一の弟、那須宗晴の末裔で備中国荏原庄などを領していた。
足利尊氏が九州へ赴くとき、そして京へ戻る際に丁重なもてなしをしたことから新たに下野国中新郷を賜った。これに喜んだ彼は中新井に改姓した。
その後彼の子孫は毛利氏に仕えた後福島正則に転仕、福島氏の改易後は帰農した。このとき江原と改姓した者、引き続き中新井、もしくは中新の姓で通した者がいる。
現在でも彼の一族の末裔は岡山県井原市を中心に多く残っている。